# Malcoha à face rouge
Phaenicophaeus pyrrhocephalus
Espèce
Statut de conservation UICN

 VU C2a(i) : Vulnérable
Le Malcoha à face rouge (Phaenicophaeus pyrrhocephalus) est une espèce d'oiseau de la famille des Cuculidae, endémique du Sri Lanka.
C'est une espèce monotypique (non subdivisée en sous-espèces).